# Primeval: New World
Primeval: New World ist eine kanadische Science-Fiction-Fernsehserie und ein Spin-off der ITV1-Serie Primeval – Rückkehr der Urzeitmonster (2007–2012). Ähnlich wie in Primeval muss auch hier ein Team von Wissenschaftlern gegen Tiere aus der Vergangenheit und der Zukunft kämpfen, die mit Hilfe von sogenannten Anomalien durch die Zeit in die Gegenwart reisen. Die Erstausstrahlung in Kanada erfolgte am 29. Oktober 2012 bei Space. Im Februar 2013 wurde die Serie eingestellt.

## Handlung
Der unternehmungslustige Erfinder und Visionär Evan Cross sucht seit einer Begegnung mit einem Albertosaurus nach Anomalien, da der Dinosaurier seine Ehefrau Brooke getötet hat. Evan gibt sich die Schuld an dem Tod, da er unbedingt in das leerstehende Lagerhaus einsteigen wollte, in dem Brooke getötet wurde. Nach Brooks Tod kaufte er dieses Gelände und gründete die Firma Cross Photonics. Neben seiner Tätigkeit als Geschäftsführer von Cross Photonics sucht er weiter nach Anomalien. Zusammen mit der Prädatorenexpertin und Tierverhaltensexpertin Dylan Weir will er das Auftauchen von Urzeitmonstern in der Gegenwart untersuchen. Unterstützung erhalten sie von dem Sicherheitsspezialisten Mac Rendell und dem Technikwunderkind Toby Nance. Evans älteste Freundin und Geschäftspartnerin Ange Finch sorgt dafür, dass die Expeditionen finanziert werden. Des Weiteren werden sie von dem Lieutenant Ken Leeds, Leiter des Project Magnet, unterstützt, der früher bei der Regierungsbehörde zur Suche nach außerirdischem Leben und Aufklärung anderer Phänomene gearbeitet hat. Als Hauptquartier für das Team dient ein Labor in Evans Firma Cross Photonics.
Während eines Einsatzes wird die Gruppe von Terrorvögeln angegriffen. Sie können diese besiegen und schaffen sie in ihre Zeitlinie zurück. Doch Ken nimmt heimlich einen Vogel mit. Mac beginnt eine Affäre mit Samantha „Sam“ Sedaris, eine Mitarbeiterin von Cross Photonics, die jedoch bei einem Einsatz von einem Lycaenops getötet wird. Mac gibt Evan zunächst die Schuld am Tod, da dieser die Urzeittiere nicht tötet, sondern in ihre Zeit zurückbringt. Außerdem erfährt er, dass er in einem früheren Leben ein Soldat bei dem Militär war und bei einer Gruppe namens ARC gearbeitet hat. Evan gesteht ihm, dass an dem Tag als Brooke starb nicht nur der Albertosaurus durch die Anomalie kam, sondern auch ein Soldat der aussah wie Mac. Dieser erzählte ihm, dass er aus der Zukunft komme und dafür sorgen müsse, dass die Dinosaurier wieder in ihre Zeit zurückkämen. Der Soldat wurde von dem Tier angegriffen und starb an seinen Verletzungen. Evan hat den Soldaten in einem geheimen Raum in seiner Firma in einem Gefrierschrank versteckt. Daraufhin machte sich Evan auf die Suche nach dem Soldaten und fand in England Mac. Evan sorgte dafür, dass dieser nicht zum Militär ging und bot ihm stattdessen einen Job in seiner Firma an. Mac ist sauer auf Evan, da dieser glaubt, dass er ihm sein Leben gestohlen hat. Er verlässt daraufhin das Team.
Zur selben Zeit kommen sich Evan und Ange näher und die beiden werden ein Paar. Doch Ange erkennt, dass Evan Brook immer noch liebt. Sie kündigt ihren Job und verlässt Evan. Wenig später werden Evan und Dylan zu einem Einsatz gerufen, bei dem ein Terrorvogel sein Unwesen in einem Parkhaus treibt. Die Zwei erkennen das Tier aus einem früheren Fall wieder und wundern sich, wie es – ohne das Auftauchen einer Anomalie – in ihre Zeit kam. Dylan sieht am Fuß des Vogels ein Armband des Militärs. Sie stellen Ken zur Rede und dieser gesteht, dass er den Vogel nicht durch die Anomalie geschickt, sondern seinem Vorgesetzten gezeigt hat, um diesem die Existenz von Urzeittieren zu beweisen. Außerdem gesteht er, dass er im Auftrag von Colonel Henderson Hall nicht nur die Anomalien bewacht hat, sondern auch durch diese hindurchgegangen ist, um weitere Urzeittiere einzufangen. Das Team ist schockiert und möchte nichts mehr mit Ken zu tun haben. Auch Colonel Hall ist sauer und will nun Evans Anomaliendetektor haben. Toby schafft es gerade noch, diesen wegzuschaffen, bevor Halls Männer Cross Photonics durchsuchen und Evan festnehmen. Zur selben Zeit hat Dylan eine Sicherheitskarte für ein geheimes Labor gefunden, die Ken gehört hat. Zusammen mit Mac, der auch von Halls Männern gefangen genommen wurde, bricht sie in das Labor ein. Sie entdecken, dass das Militär an den Tieren operieren. Die beiden werden jedoch erwischt und zu Hall gebracht. Das Team erfährt von Hall, dass das Militär die Zukunft verändern will und deshalb die Tiere braucht. Auch Ange kehrt zurück und bittet Evan, dem Militär seine Erfindungen zur Seite zu stellen. Dieser willigt nach einer Drohung von Hall ein, der Dylan und Mac wegen Einbruches für immer wegsperren will. Ken Leeds wird die Leitung von Project Magnet entzogen und er selbst weggesperrt. Colonel Hall bietet daraufhin Ange die Leitung an, die diese auch annimmt.
Trotz der Überwachung von Hall operieren das Team um Evan weiterhin. Als eine Anomalie in einem alten Lagerhaus aufgespürt wird, macht sich das Team gleich auf den Weg. Toby will an dieser Anomalie den neuen Anomaliedetektor, auf seine Funktionsweise der Dauer einer Anomalie, überprüfen. Allerdings nennt das Gerät immer verschiedene Zahlen, sodass vermutet wird, dass das alte Werk das Signal stört. Tatsächlich aber führt diese Anomalie zu einer Landschaft, wo ganz viele Anomalien existieren. In dem alten Werk schaffen sie es, einen Urzeitskorpion wieder durch die Anomalie zu scheuchen. Bei dem Versuch wird Toby gestochen. Leeds, der dank Ange wieder zu Project Magnet gehört, taucht mit seinem Team auf und überführt Toby in ein Krankenhaus, wo sie von Toxinexperten behandelt wird. Da man für das Gegengift das Gift des Skorpions benötigt, müssen Evan und Dylan in Begleitung von Leeds durch die Anomalie und den Skorpion folgen. Als sie vor den vielen Anomalien stehen, gehen sie zuerst durch die, die zu dem Cross Photonics vor sechs Jahren führt. Evan will nun verhindern, dass seine Frau stirbt. Dylan macht sich deswegen alleine auf den Weg zur richtigen Anomalie. Als sie in der prähistorischen Welt des Skorpions angelangt ist, fällt sie eine Grube und kann erst durch Evan befreit werden, der sich umentschieden hat. In einer Höhle schaffen sie es tatsächlich, dem Skorpion den Stachel abzuschneiden. Ein Erdbeben verursacht, dass die Höhle einstürzt. Evan wird eingesperrt und so macht sich Dylan alleine auf den Weg zurück. Derweil jagen Connor Temple und sein Team einen Albertosaurus durch ein Chinatown. Als ein Kollege von Connor gemeinsam mit dem Albertosaurus durch eine Anomalie verschwindet, gelangt Connor in die Anomalie des Skorpions. Gemeinsam mit Dylan, die zur Rettung Evans zurückkehrt, befreien sie Evan und gehen dann in die Anomalie, in der sich der Albertosaurus aufhält – in die Zeit, wo Evans Frau stirbt. Währenddessen bekommt Toby gerade noch rechtzeitig das Heilmittel. Sie retten den Kollegen von Connor und verlassen die Anomalie. Auf dem Weg in ihre Zeit werden sie von Hall aufgehalten, der gleich den Albertosaurus betäubt und ebenfalls mitnimmt. Ange will so verhindern, dass Brook stirbt. Allerdings entschließen sich Evan, Dylan, Mac und Connor dazu, die Vergangenheit nicht zu verändern und scheuchen den Albertosaurus durch die Anomalie. Gleichzeitig geht Connor zurück in seine Zeit. Da damals Mac Evan rettete, geht auch Mac in die Anomalie, um den Evan vor sechs Jahren das Leben zu retten. Nachdem der Albertosaurus wieder durch die Anomalie kommt, wird er von Evan getötet. Plötzlich beginnen alle Anomalien zu verschwinden, woraufhin Evan und Dylan klar wird, dass sie irgendwie doch etwas verändert haben. Die Serie endet damit, dass die beiden anschließend durch ihre Anomalie rennen.

## Produktion
Tim Haines und Jonathan Drake von Impossible Pictures gaben bekannt, dass sie bereits Pläne für einen Spin-off hatten, der über England hinausgehen sollte. Da sie vorher in Los Angeles einen Vertrag mit BBC America abschlossen, sollte die Serie ursprünglich in den USA spielen. Jedoch wurde die Serie an den kanadischen Fernsehsender Space TV weitergeleitet. Produziert wird der Spin-off zusammen mit Omni Film Productions in Kanada. Judy and Garfield Reeves-Stevens, bekannt als Autoren bei Star Trek, schreiben die Drehbücher. Damit wollen sie Primeval erweitern.
Am 15. September 2011 wurde bekannt gegeben, dass die Serie im pazifischen Nordwesten Kanadas spielt und in Vancouver gedreht wird. Es soll auf Elemente, Handlungsbögen und auch einige Figuren der Mutterserie basieren, so wird Andrew Lee Potts als Gaststar in der ersten Staffel zu sehen sein.
Das Budget pro Folge liegt bei 2,5 Millionen Dollar. Damit ist das Gesamtbudget höher als bei allen bisherigen Staffeln der Originalserie. Die Handlungen und die Charaktere werden aus der ursprünglichen Serie auftauchen. Der neue Cast wird jedoch jünger sein als das britische Team. Die Story soll im Vergleich zur Originalserie düsterer werden. Außerdem soll mehr Raum für die Beziehungen unter den Castmitgliedern gegeben werden.
Anfang März 2012 wurde bekannt gegeben, dass Niall Matter Hauptdarsteller der Serie wird. Einige Tage später wurden Sara Canning, Miranda Frigon, Crystal Lowe und andere für weiter Hauptrollen verpflichtet.
Für die erste Staffel wurden 13 Episoden geordert, die vom 7. März bis zum 18. Juli 2012 in Vancouver gedreht wurden. Am 22. Februar 2013 gab der Sender Space bekannt, dass er die Serie nach einer Staffel wegen unverhältnismäßig geringer Einschaltquoten abgesetzt hat.

## Besetzung und Synchronisation
| Hauptfigur            | Darsteller      | Deutscher Sprecher |
| --------------------- | --------------- | ------------------ |
| Evan Cross            | Niall Matter    | Ozan Ünal          |
| Dylan Weir            | Sara Canning    | Eva Michaelis      |
| Mac Rendell           | Danny Rahim     | Benedikt Gutjan    |
| Toby Nance            | Crystal Lowe    | Andrea Wick        |
| Angelika „Ange“ Finch | Miranda Frigon  |                    |
| Ken Leeds             | Geoff Gustafson | Philipp Brammer    |

| Nebenfigur             | Darsteller       | Auftritte | Deutscher Sprecher |
| ---------------------- | ---------------- | --------- | ------------------ |
| Connor Temple          | Andrew Lee Potts | 1, 13     | Johannes Raspe     |
| Brooke Cross           | Kimberly Sustad  | 1, 8      |                    |
| Det. Harlow            | Adrian Holmes    | 1–2, 10   | Ole Pfennig        |
| Samantha „Sam“ Sedaris | Jodi Balfour     | 3, 5, 11  |                    |
| Bill Pearson           | Patrick Sabongui | 5, 11     |                    |
| Major Douglas          | Dan Payne        | 7, 10–11  |                    |
| Howard Kananin         | Colin Ferguson   | 9         | Peter Flechtner    |
| Lisa Merriweather      | Rukiya Bernard   | 9–10      |                    |
| Colonel Henderson Hall | Louis Ferreira   | 11–13     |                    |
| Dr. Mara Fridkin       | Lexa Doig        | 12–13     |                    |

## Urzeittiere
Die Serie hält sich größtenteils an wissenschaftlich belegte Fakten auf dem aktuellen Stand. So wurden den Utahraptor Federn verpasst. Die Tiere haben die tatsächliche Körpergröße. Allerdings werden noch nicht belegte Vermutungen als Tatsachen dargestellt. So wird zum Beispiel dem Brontoscorpio ein giftiger Stachel und die Fähigkeit zu klettern unterstellt. Auch der Lycaenops wird als auf Bäume kletterndes, wie eine Großkatze lebendes Tier dargestellt. Daneben werden die Tiere als Killer hingestellt, die Menschen nur nachjagen, um sie zu töten, da kaum ein Opfer als Nahrung dient. Auch die Darstellung der prähistorischen Welt, wenn das Team durch Anomalien gehen, ist nicht immer ganz nachvollziehbar. So wird gesagt, dass der Brontoscorpio an Land Fallgruben baute, um Beutetiere zu fangen. Allerdings gab es im Silur kein Tier, was dauerhaft das Land bewohnte.
- Albertosaurus: In Folge 1 wird eine Rückblende gezeigt, in der ein Albertosaurus Brooke Cross, die Frau von Evan angreift und tötet. Der Dinosaurier war der erste, der durch eine Anomalie kam. In Folge 13 wird er von Connor Temple verfolgt und flüchtet in eine Anomalie. Es wird klar, dass es der Albertosaurus ist, der Brooke tötete. Nachdem sich die Vergangenheit wiederholte, wird er von Evan getötet.
- Pteranodon: Ein Fallschirmspringer wird in Folge 1 von diesem Pterosaurier getötet. Später entführt der Pteranodon ein kleines Kind in sein Nest und kämpft gegen einen Utahraptor, den er tötet, aber selbst seinen Wunden erliegt. Auch in Folge 12/13 sieht man im Hintergrund einen Pteranodon.
- Utahraptor: Zwei Utahraptoren kommen durch eine Anomalie und fallen über zwei Radfahrer her. Einen können Evan und Dylan Weir wieder in seine Zeit bringen. Da sich die Anomalie frühzeitig schließt, bleibt der andere Raptor in der Gegenwart. In einem Haus tötet er einen Freund von Evan. Letztendlich unterliegt der Raptor einem Zweikampf mit einem Pteranodon, den er aber noch töten konnte.
- Titanoboa: In Folge 2 attackiert eine Riesenschlange auf dem See schwimmende Boote. Das Monster, zuerst für einen Aal gehalten, kriecht auf Land und will eine Gruppe von Demonstranten angreifen. Durch erzeugen von lauten Geräuschen lässt sich das Tier aber wieder in den See locken und verschwindet durch die Anomalie wieder zurück in seine Zeit.
- Fleischfressende Käfer: Ein Flugzeug mit zwei Piloten verschwindet durch eine Anomalie. Evan und Dylan sollen sie zurückholen. Auf der anderen Seite finden sie tatsächlich das Flugzeug, werden aber sogleich von unzähligen Käfern angegriffen. Die Königin der Käfer macht sich dagegen auf den Weg in die Gegenwart. Nachdem beide Piloten getötet worden sind, gehen Evan und Dylan wieder in die Gegenwart und können die Königin wieder zurückschicken. Eine wirksame Waffe gegen die Käfer war hierbei Feuer.
- Terrorvögel: Ein Titanis-Paar samt Küken kommen durch die Anomalie und finden Zuflucht in einem ehemaligen Lokomotiven-Museum. Auf dem Weg zu dem Museum wird das Team von einem Titanis angegriffen. Außerdem finden sie die Überreste eines Motorradfahrers. Neben den Vögeln stellen auch zwei Drogendealer, die sich in dem Museum verstecken und Hanf anbauen, das Team vor Probleme. Nachdem die Elterntiere sterben, wird augenscheinlich nur das Jungtier zurück in seine Zeit gebracht – allerdings wird in Folge 10 deutlich, dass das Tier in einem Labor für Forschungszwecke missbraucht wurde und nach seiner Flucht Amok läuft, bis es erschossen wird.
- Lycaenops: Ein Therapsid greift während einer Studentenparty ein Mädchen an, was gerade noch entkommen kann. Der Vorfall ruft das Team um Evan auf den Plan. Sie schaffen es, das Tier zu betäuben und wollen es in einem Lagerhaus einsperren, bis die Anomalie wieder auf geht. Allerdings bricht das Tier aus und tötet Sam. Später taucht noch ein männlicher Lycaenops auf. Beide werden letztendlich erschossen.
- Daemonosaurus: Ein Rudel Daemonosaurus kommen aus einer Anomalie und töten den Nachtwächter eines Kaufhauses. Nachdem das Alphatier gefangen und in die Anomalie zurückgebracht wird, folgt das gesamte Rudel.
- Ornitholestes: Diese Raubsaurier töten in einem Wald einen Fotografen und randalieren in der Nähe einer Blockhütte. In Folge 11 sieht man in einem Labor die Leiche eines der Tiere.
- Pachycephalosaurus: Der Pachycephalosaurus tobt in der Innenstadt. Als er gefangen wird, spuckt er Evan an. Diese Flüssigkeit stellt das Team vor großen Problemen, da Evan nicht mehr zwischen Schein und Wirklichkeit unterscheiden kann. In Folge 11 wird die geschändete Leiche in einem Labor entdeckt.
- Triceratops: Ein junger Triceratops wird von Skatern gefilmt und das Video ins Netz gestellt. Das ruft das Team um Evan auf den Plan, die den Dinosaurier zurück in die Anomalie lotsen können.
- Meganeura: In Folge 11 brechen Dylan und Mac heimlich in ein Forschungslabor ein. Dort entdecken sie, neben den Leichen von Tieren aus vorherigen Folgen, auch ein totes Meganeura-Exemplar. Die Tiere wurden von Ken Leeds ins Labor geschafft.
- Brontoscorpio: In Folge 12 wütet ein Brontoscorpio in einer alten Lagerhalle. Als er zurück in seine Zeit geschickt wird, vergiftet er Toby. So müssen Evan und Dylan dem Tier hinterher, um an das Gift zu gelangen, um ein Gegengift herzustellen.

## Ausstrahlung
Die erste Staffel der Serie wurde in Kanada bei dem Sender Space TV seit dem 29. Oktober 2012 gesendet. In England soll sie ab dem 8. Januar 2013 bei Watch ausgestrahlt werden.
Nachdem die ProSiebenSat.1 Media bereits im September 2011 Interesse an dem Spin-off bekundete, gab sie im Februar 2012 ihre Beteiligung an der Produktion bekannt. Die deutschsprachige Erstausstrahlung zeigte ProSieben Fun ab dem 31. März 2013. Im Free-TV wurde die Serie ab dem 5. April 2013 auf ProSieben ausgestrahlt. Die Erstausstrahlung der Serie brachten ProSieben schlechte Quoten. Die ersten zwei Folgen erreichten nur 6,9 bzw. 9,6 Prozent Marktanteil in der Zielgruppe. Folge 3 kam immerhin auf 12,0 Prozent. Die Gesamtreichweite schwankte zwischen 760.000 und 920.000 Zuschauern. Auch eine Woche später waren die Quoten immer noch sehr schwach und lagen bei 0,78 Millionen und 3,4 Prozent aller Zuschauer, bzw. bei 0,62 Millionen und 4,3 Prozent aller Zuschauer bei der zweiten Folge.
Aufgrund der dauerhaft schlechten Einschaltquoten wurde die Serie um eine Woche verkürzt und lief ab der zehnten Folge erst in der Nacht zu Samstag auf ProSieben.

## Episodenliste
| Nr. | Deutscher Titel      | Originaltitel                | Erstausstrahlung Kanada | Deutschsprachige Erstausstrahlung (D) | Regie          | Drehbuch                              |
| --- | -------------------- | ---------------------------- | ----------------------- | ------------------------------------- | -------------- | ------------------------------------- |
| 1   | Die neue Welt        | The New World                | 29. Okt. 2012           | 31. Mär. 2013 (ProSieben Fun)         | Martin Wood    | Judith & Garfield Reeves-Stevens      |
| 2   | Wassermond           | Sisiutl                      | 5. Nov. 2012            | 31. Mär. 2013 (ProSieben Fun)         | Andy Mikita    | Judith & Garfield Reeves-Stevens      |
| 3   | Flugangst            | Fear of Flying               | 12. Nov. 2012           | 31. Mär. 2013 (ProSieben Fun)         | Mike Rohl      | Jon Cooksey                           |
| 4   | Angry Birds          | Angry Birds                  | 19. Nov. 2012           | 7. Apr. 2013 (ProSieben Fun)          | Andy Mikita    | Gillian Horvath                       |
| 5   | Die Neue             | Undone                       | 26. Nov. 2012           | 7. Apr. 2013 (ProSieben Fun)          | Mike Rohl      | Sarah Dodd                            |
| 6   | Alphatier            | Clean up on Aisle Three      | 3. Dez. 2012            | 14. Apr. 2013 (ProSieben Fun)         | Amanda Tapping | Peter Hume                            |
| 7   | Fatale Vergangenheit | Babes in the Woods           | 10. Dez. 2012           | 14. Apr. 2013 (ProSieben Fun)         | Andy Mikita    | Katherine Collins                     |
| 8   | Wahn und Wahrheit    | Truth                        | 17. Dez. 2012           | 19. Apr. 2013 (ProSieben)             | Amanda Tapping | Gillian Horvath                       |
| 9   | Der Durchbruch       | Breakthrough                 | 22. Jan. 2013           | 20. Apr. 2013 (ProSieben)             | Andy Mikita    | Judith Reeves-Stevens & Dennis Heaton |
| 10  | Der Ausbruch         | The Great Escape             | 29. Jan. 2013           | 27. Apr. 2013 (ProSieben)             | Amanda Tapping | Dennis Heaton                         |
| 11  | Das Verhör           | The Inquisition              | 5. Feb. 2013            | 27. Apr. 2013 (ProSieben)             | Martin Wood    | Jon Cooksey                           |
| 12  | Die Versuchung (1)   | The Sound of Thunder, Part 1 | 12. Feb. 2013           | 4. Mai 2013 (ProSieben)               | Martin Wood    | Peter Hume                            |
| 13  | Die Versuchung (2)   | The Sound of Thunder, Part 2 | 19. Feb. 2013           | 4. Mai 2013 (ProSieben)               | Martin Wood    | Gillian Horvath & Katherine Collins   |